# Fernelius (cráter)

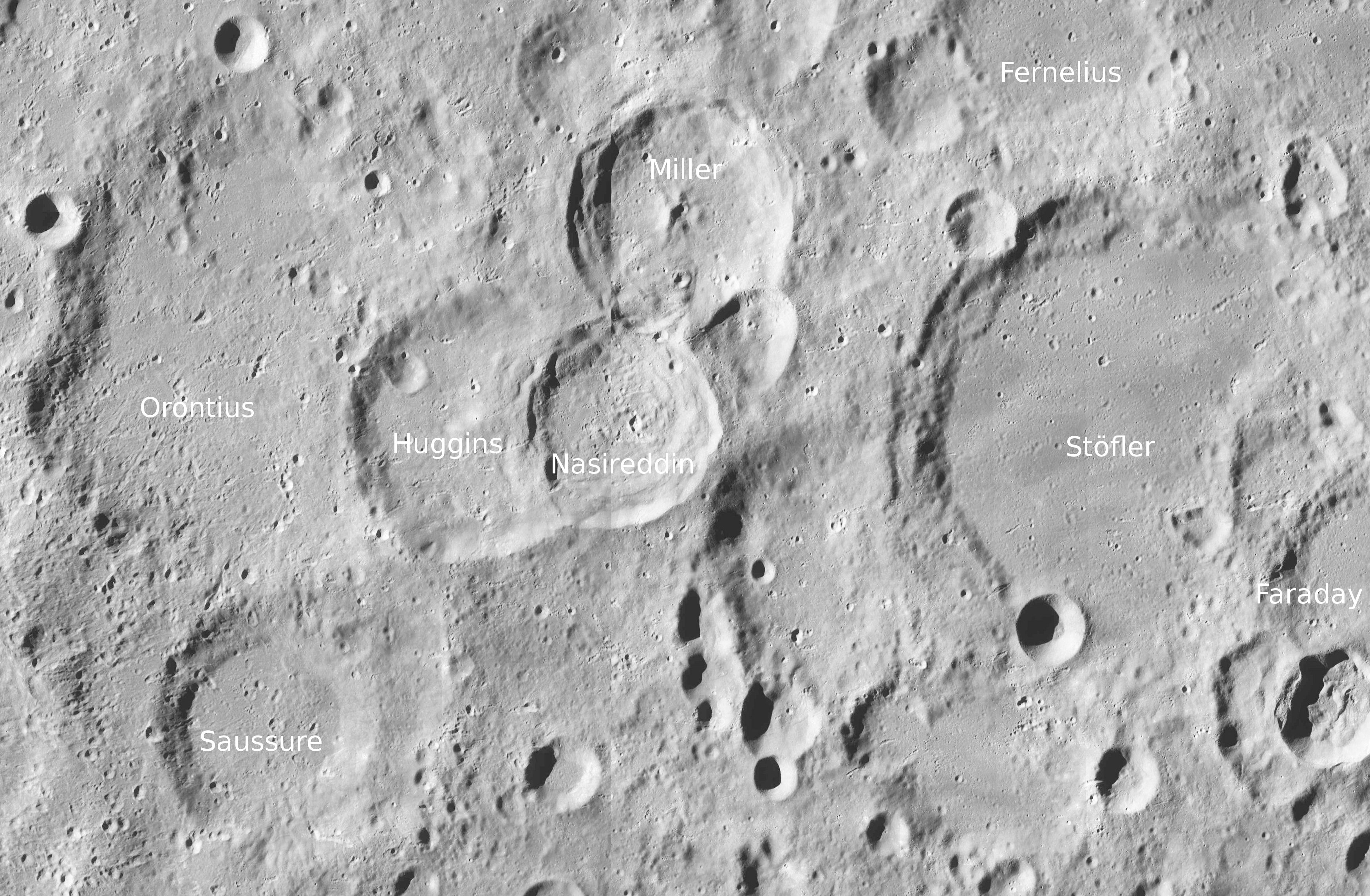
Fotografía de la misión
Lunar Reconnaissance Orbiter

Fernelius es un cráter de impacto situado en las tierras altas del sur de la Luna, al norte de la llanura  amurallada del cráter Stöfler. El cráter Kaiser se halla al lado del borde noroeste de Fernelius. Hacia el norte-noroeste aparecen los cráteres Nonius y Walther. Al sureste de Fernelius se localiza el cúmulo de cráteres formado por Miller, Nasireddin, Huggins, y Orontius.
|  |

En el pasado el suelo de Fernelius se ha reconstituido por flujos de lava, dejando una superficie relativamente plana, sin rasgos distintivos y sin picos centrales. El brocal del cráter ha sido fuertemente desgastado y disgregado por impactos posteriores, siendo el más prominente Fernelius A, que se introduce en el borde occidental.

## Cráteres satélite
Por convención estos elementos son identificados en los mapas lunares poniendo la letra en el lado del punto medio del cráter que está más cerca de Fernelius.
|           | \| Fernelius \| Coordenadas \| Diámetro \| \| --------- \| --------------------------- \| -------- \| \| A \| 38°18′S 3°30′E / -38.3, 3.5 \| 30 km \| \| B \| 37°24′S 4°06′E / -37.4, 4.1 \| 10 km \| \| C \| 38°54′S 4°24′E / -38.9, 4.4 \| 7 km \| \| D \| 38°12′S 6°12′E / -38.2, 6.2 \| 7 km \| \| E \| 38°18′S 6°36′E / -38.3, 6.6 \| 6 km \| |          |
| Fernelius | Coordenadas | Diámetro |
| A         | 38°18′S 3°30′E / -38.3, 3.5 | 30 km    |
| B         | 37°24′S 4°06′E / -37.4, 4.1 | 10 km    |
| C         | 38°54′S 4°24′E / -38.9, 4.4 | 7 km     |
| D         | 38°12′S 6°12′E / -38.2, 6.2 | 7 km     |
| E         | 38°18′S 6°36′E / -38.3, 6.6 | 6 km     |